# ياسين النصير
ياسين النصير من مواليد القرنة بمحافظة البصرة جنوب العراق عام 1940م، معروف بتعدد اهتماماته الأدبية والثقافية والفنية، وبغزارة إنتاجه في الكتابة ونقد المسرح والشعر والتشكيل وأخيرا السينما، أنتقل إلى بغداد مطلع سبعينيات القرن العشرين ليبدأ مشروعه النقدي بكتاب أشترك في تأليفه مع الناقد فاضل ثامر، حمل عنوان «قصص عراقية» وذلك في عام 1971م. عمل النصير في الصحافة والتعليم، وشارك في كتابة وتمثيل بعض المسرحيات، لكنه لم يهجر النقد مطلقاً. في منتصف الثمانينيات، وحتى مطلع التسعينيات، عمل سائق أُجرة متخفيا عن عيون السلطة، وهاربا من الضغوط التي كانت تهدف - كما يقول - إلى إضعافه وجعله من المطبلين للنظام، ويؤكد النصيرأنه عاش هجرة الداخل قبل أن يعيش هجرة الخارج. عاش أكثر من أربع سنوات في عمان ثم إنتقل إلى سورية، ثم عاد إلى عمان عام 1996م، وصل بعدها إلى هولندا كلاجئ ليتغلب على صعوبات المهجر بالكتابة والحركة الدائمة. أعتمدت الأنسكلوبيديا البريطانية كتاباته في التعريف بالمسرح العراقي المعاصر، وتُرجمت دراسته عن البنية المكانية في القصيدة إلى اللغة الإنجليزية. كما تُرجمت بعض دراساته عن المسرح إلى اللغات: الأنكليزية، الألمانية، الروسية، الهنغارية، الهولندية.

## المناصب
- عضو الهيئة الإدارية لاتحاد الأدباء في العراق بين عامي 1973 - 1978.[4]
- عضو الهيئة الإدارية لاتّحاد الأدباء في العراق بين عامي 2012 - 2015.[4]
- سكرتير رابطة النقاد في العراق منذ تأسيها عام 1971 وحتى عام 1989.[4]
- عضو هيئة تحكيم المسرح في العراق 1976 - 1989.[3]
- عضو هيئة تحرير المجلات التالية: الأديب المعاصر 1973 - 1978، الثقافة الجديدة 1972 - 1978،  مجلة التراث الشعبي 1985 - 1988، مجلة المسرح والسينما.[4]
- عضو هيئة تحرير صحيفة طريق الشعب والفكر الجديد.[3]
- رئيس مؤسسة «ثقافة 11» التي أُسست في المنفى عام 1998، والتي تواصل برنامجها السنوي في بلجيكا.[1]
- رئيس تحرير جريدة «ثقافة 11» التي تصدر في هولندا منذ عام 1998، توقفت عن الصدور 2003.[1]
- رئيس مؤسسة أكد للثقافة والفنون والنشر في هولندا التي أُسست عام 2000 وما زالت تقدم برامجها السنوية.[1]
- رئيس مهرجان السينما الوثائقية العراقية في هولندا.[1]

## النتاج الأدبي
تنوع النتاج الأدبي للكاتب بين كتابة المسرحيات والأوبريتات والمقالات والدراسات النقدية للشعر والفن التشكيلي والرواية والسينما والمسرح.

### المسرح
- قصة أوبريت «بيادر خير» أول أوبريت عراقي، البصرة 1969.[3]
- «القضية» نص مسرحي، البصرة، 1969.[3]
- قصة «أوبريت السابلة» بغداد، 1974.[3]
- «شارع النهر» مسرحية، بغداد،1987.[3]
- «الحقيبة» مسرحية كتبت في هولندا عام 2002.[3]

### كتب جاهزة للطبع
- شحنات المكان ـ دراسات مكانية.[3]
- ما تخفيه القراءة -دراسات في الرواية العربية.[3]
- يوميات سائق تكسي.[3]
- كلام الناس مقالات في الفن والادب والمجتمع.[3]
- عين الطائر- رؤية مكانية لمدينة عمان.[3]
- كتاب بغداد.[3]

### صدر له
| الكتاب                                                                                               | اللغة   | الناشر                      | السنة | عدد الصفحات | الرقم الدولي                | المصدر |
| --- | ------- | --------------------------- | ----- | ----------- | --------------------------- | ------ |
| جماليات المكان في شعر السياب                                                                         | العربية | دار المدى للثقافة والنشر    | 1995  | 212         | لايوجد                      | [ 5 ]  |
| المساحة المختفية قراءات في الحكاية الشعبية                                                           | العربية | المركز الثقافي العربي       | 1995  | 233         | لايوجد                      | [ 7 ]  |
| ماتخفيه القراءة: دراسات في الرواية والقصة القصيرة                                                    | العربية | الدار العربية للعلوم والنشر | 2007  | 496         | (ردمك 9789953872742)        | [ 8 ]  |
| الأستهلال فن البدايات في النص الأدبي                                                                 | العربية | دار نينوى                   | 2009  | 243         | لايوجد                      | [ 9 ]  |
| حجر الحروب- قراءة في الحداثة الشعرية                                                                 | العربية | دار المدى                   | 2009  | 343         | (ردمك 9782843089831)        | [ 10 ] |
| الرواية والمكان                                                                                      | العربية | دار نينوى                   | 2010  | 250         | لايوجد                      | [ 11 ] |
| أسئلة الحداثة في المسرح: وعلاقة الدراما بالميثولوجيا والمدينة والمعرفة الفلسفية                      | العربية | دار نينوى                   | 2010  | 496         | (ردمك 9789933407865)        | [ 12 ] |
| غير المألوف في اليومي والمألوف-بحث في سوسيولوجيا الشعرية                                             | العربية | دار نينوى                   | 2012  | 576         | لايوجد                      | [ 13 ] |
| المدينة والفن التشكيلي                                                                               | العربية | دار آراس - اربيل            | 2013  | 139         | لايوجد                      | [ 14 ] |
| مدخل إلى النقد المكاني                                                                               | العربية | دار نينوى                   | 2016  | 380         | لايوجد                      | [ 15 ] |
| شعرية الماء                                                                                          | العربية | دار نينوى                   | 2018  | 466         | لايوجد                      | [ 16 ] |
| الشعرية المكانية- رؤية جديدة                                                                         | العربية | دار نينوى                   | 2018  | 336         | لايوجد                      | [ 17 ] |
| ما يخفيه النص - الرواية وثقافة الصورة                                                                | العربية | دار نينوى                   | 2020  | لايوجد      | لايوجد                      | [ 18 ] |
| كتاب المسافات                                                                                        | العربية | دار نينوى                   | 2021  | 228         | (ردمك 13 978-9933-38-263-6) | [ 19 ] |
| شعرية الحداثة                                                                                        | العربية | دار المدى                   | 2018  | 587         | (ردمك 9782843092145)        | [ 20 ] |
| مملكة الظلال: دراسة في تجربة الشاعر سلمان داود محمد                                                  | العربية | دار نينوى                   | 2018  | 221         | (ردمك 9789933380786)        | [ 21 ] |
| محفة النار- دراسة فضائية في شعرية رعد فاضل                                                           | العربية | دار نينوى                   | 2019  | 180         | (ردمك 9789933380946)        | [ 22 ] |
| شارع الرشيد عين المدينة وناظم النص                                                                   | العربية | دار المدى                   | 2003  | 287         | (ردمك 2843056756)           | [ 23 ] |
| إستنطاق الحجر: دراسة في شعر جواد الحطاب                                                              | العربية | دار نينوى                   | 2019  | 160         | (ردمك 9789933381103)        | [ 24 ] |
| حائك الكلام: بنية المؤلف الغائب                                                                      | العربية | دار نينوى                   | 2019  | 184         | (ردمك 9789933381653)        | [ 25 ] |
| الحروفية والحداثة المقلدة                                                                            | العربية | دار نينوى                   | 2015  | 144         | (ردمك 9789933509774)        | [ 26 ] |
| سعد علي وفن العلاقة                                                                                  | العربية | دار نينوى                   | 2015  | 120         | لايوجد                      | [ 6 ]  |
| قصص عراقية معاصرة ـ مشترك مع الناقد فاضل ثامر                                                        | العربية | دار الرواد                  | 1971  | لايوجد      | لايوجد                      | [ 3 ]  |
| القاص والواقع ـ دراسات في الرواية والقصة                                                             | العربية | لايوجد                      | 1975  | لايوجد      | لايوجد                      | [ 3 ]  |
| وجهاً لوجه ـ دراسات في المسرح                                                                         | العربية | أتحاد الأدباء في العراق     | 1976  | لايوجد      | لايوجد                      | [ 3 ]  |
| إشكالية المكان في النص الأدبي ـ دراسات في الشعر والرواية                                             | العربية | دار الشؤون الثقافية         | 1988  | لايوجد      | لايوجد                      | [ 3 ]  |
| المسرح العراقي                                                                                       | العربية | اليونسكو                    | 1988  | لايوجد      | لايوجد                      | [ 3 ]  |
| بقعة ضوء بقعة ظل: دراسات في المسرح                                                                   | العربية | دار الشؤون الثقافية         | 1990  | لايوجد      | لايوجد                      | [ 3 ]  |
| التجربة والوعي ـ دراسة في الأدب الأردني ـ الفلسطيني                                                  | العربية | دار الكرمل                  | 1994  | لايوجد      | لايوجد                      | [ 3 ]  |
| في المسرح العراقي المعاصر ـ دراسات ونقد في المسرح العربي صحراء 93                                    | العربية | بروكسل                      | 1997  | لايوجد      | لايوجد                      | [ 3 ]  |
| مختارات من القصة العراقية                                                                            | العربية | القاهرة                     | 1998  | لايوجد      | لايوجد                      | [ 3 ]  |
| الدكتور عوني كرومي والمسرح الشعبي ـ جمع لمقالات الدكتور علي جواد الطاهر عما أخرجه الدكتور عوني كرومي | العربية | القاهرة                     | 2002  | لايوجد      | لايوجد                      | [ 3 ]  |
| عنف الفرشاة – مقالات في الفن التشكيلي- دار دون كيشوت- سوريا 2003                                     | العربية | دار دون كيشوت               | 2003  | لايوجد      | لايوجد                      | [ 3 ]  |
| الارجاونة – مقال في المسرح الكردي المعاصر                                                            | العربية | جمعية رهفة                  | 2003  | لايوجد      | لايوجد                      | [ 3 ]  |
| يوميات الحرب ـ مشاهدات ومعايشة لحرب الخليج الثانية – الإمارات العربية 2006                           | العربية | الأمارات العربية المتحدة    | 2006  | لايوجد      | لايوجد                      | [ 3 ]  |